# کپلر-۷
کپلر-۷ یک ستاره است که در صورت فلکی شلیاق قرار دارد.